# 後藤伯記念公民館
後藤伯記念公民館（ごとうはくきねんこうみんかん）は、岩手県奥州市に所在する歴史的建造物。

## 概要

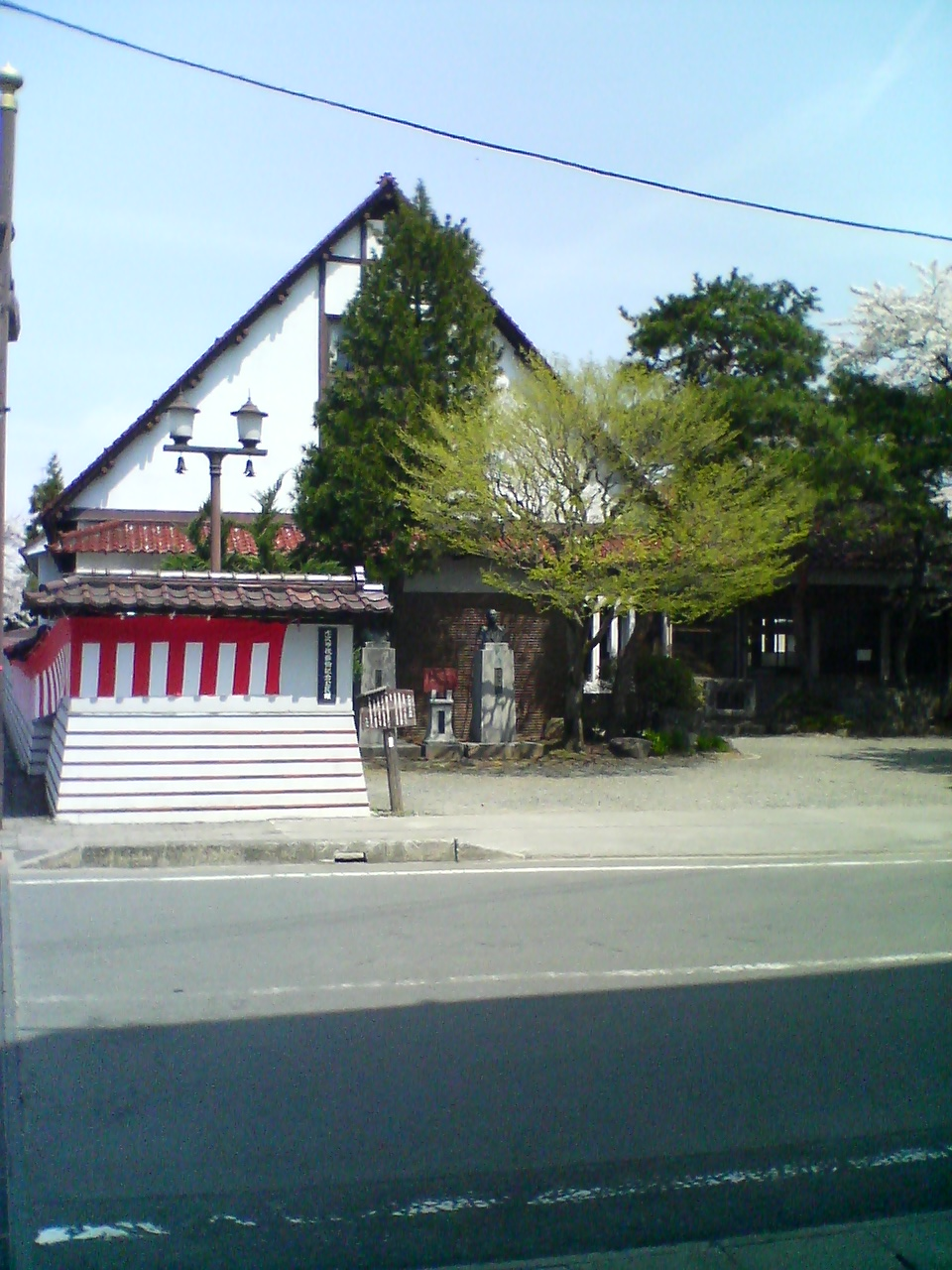
後藤伯記念公民館

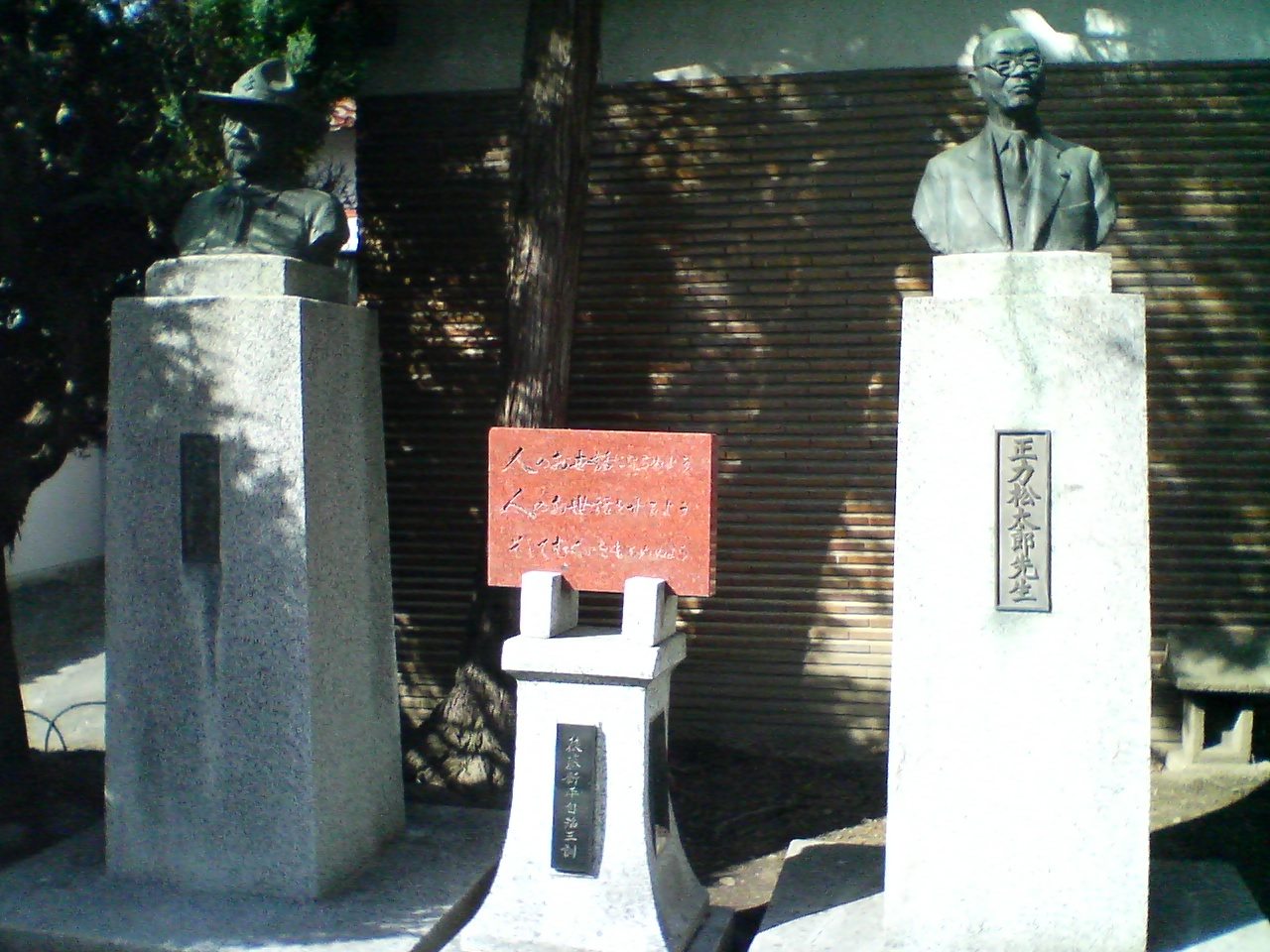
後藤伯記念公民館の敷地内にある後藤新平（写真：左）正力松太郎（写真：右）両名の胸像。

後藤新平の13回忌にあたる1941年（昭和16年）に正力松太郎が、後藤の郷里の岩手県水沢町（のち水沢市、現・奥州市）に寄贈した建物。正力は1924年（大正13年）に読売新聞の経営権を買い取る際に後藤から10万円を借り入れたが、後藤の死後、正力は後藤が麻布の5千坪の土地を担保に入れて工面していたことを知り、その旧恩に感謝して建設された。
日本で初めて「公民館」の名称が使われた施設とされる。この「公民館」の名称を生み出したのは当時商工省総務局長だった椎名悦三郎であった。
水沢市公民館として利用された後、2001年（平成13年）10月から「水沢市後藤伯記念公民館」となった。なお、2006年（平成18年）に水沢市は合併して奥州市となった。
2019年に国有形文化財（建造物）に登録された。
2017年度の耐震診断で「倒壊の可能性が高い」とされた。雨漏りも問題になっており、2022年（令和4年）8月には雨漏りで火災報知機が誤作動しており一時閉鎖となり、一部は閉鎖されたままとなった。
2023年（令和5年）4月から全面休館となる（再開時期は未定）。

## 施設
- 木造2階建、瓦葺[6]